# Гродкув
Гродкув (пол. Grodków, нім. Grottkau) — місто в південно-західній Польщі, на Шльонській низовині.
Належить до Бжеського повіту Опольського воєводства.

## Демографія
Демографічна структура станом на 31 березня 2011 року:
|          | Загалом | Допрацездатний вік | Працездатний вік | Постпрацездатний вік |
| -------- | ------- | ------------------ | ---------------- | -------------------- |
| Чоловіки | 4177    | 767                | 3021             | 389                  |
| Жінки    | 4715    | 812                | 2868             | 1035                 |
| Разом    | 8892    | 1579               | 5889             | 1424                 |